# 基希貝格的路易絲·伊莎貝爾

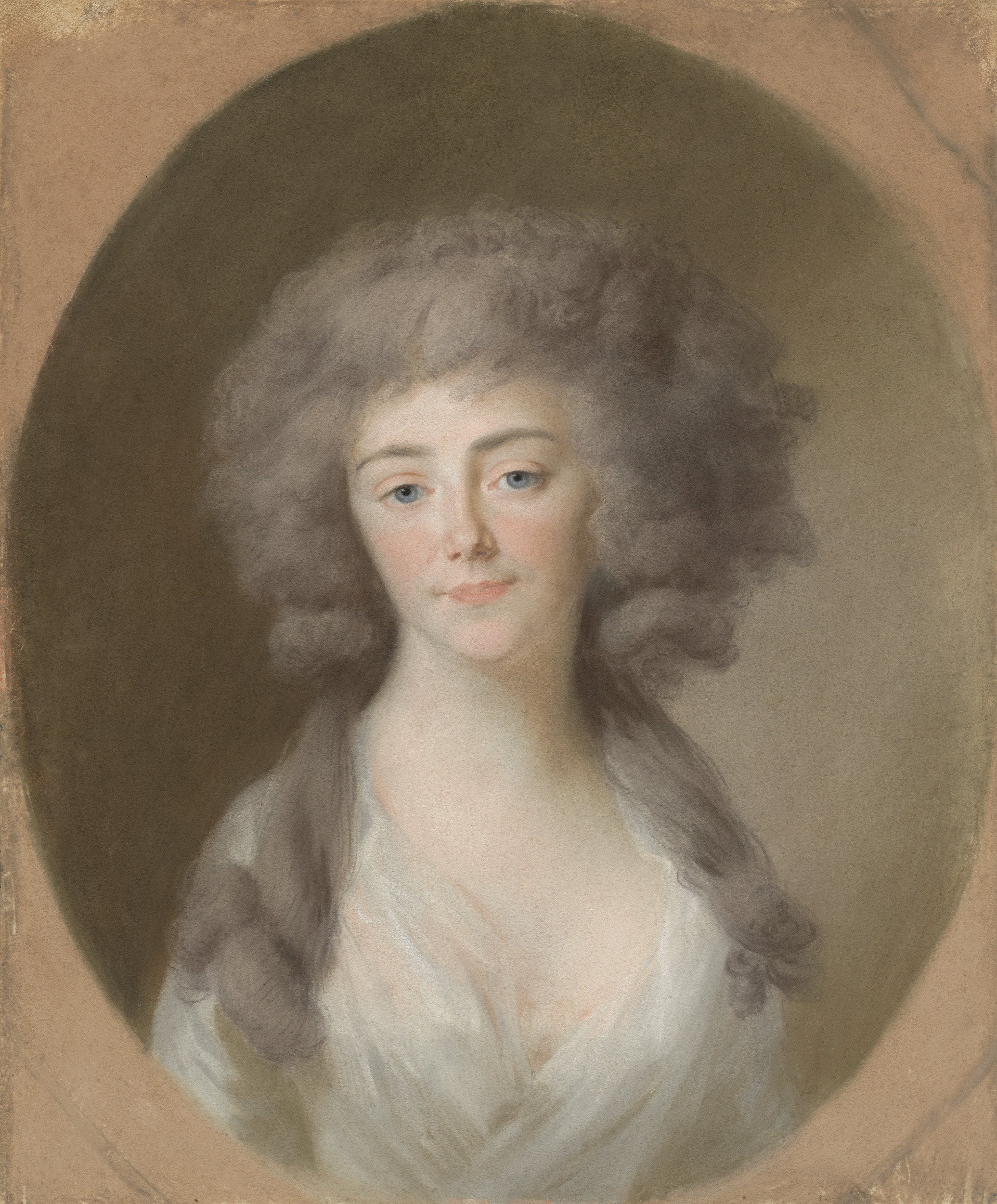

基希貝格的路易絲·伊莎貝爾（德語：Luise Isabelle von Kirchberg，1772年4月19日—1827年1月6日），拿騷-威爾堡親王妃，基希貝格家族的成員。

## 家庭
1788年，路易絲·伊莎貝爾和拿騷-威爾堡的腓特烈·威廉結婚，兩人共有2子2女：
1. 威廉（1792年—1839年）
2. 奧古斯塔（1794年—1796年），夭折
3. 亨麗埃特（1797年—1829年）
4. 腓特烈·威廉（1799年—1845年）